# Eva Graf
Eva „Evi“ Graf – später Eva Ring – (* 9. April 1936 in Saarbrücken; † 29. Oktober 2001 in Trier) war eine deutsche Tischtennisspielerin. Sie gehörte in den 1950er Jahren zu den besten Spielerinnen und gewann 1958 das Bundesranglistenturnier.

## Werdegang
Graf begann ihre Tischtennislaufbahn 1950 in Rockershausen, einem Ortsteil von Altenkessel in Saarbrücken. Ihr erster Erfolg war der Gewinn der saarländischen Meisterschaft 1952/53 im Mädchendoppel zusammen mit Helga Naumann. 1954 schloss sie sich dem 1. FC Saarbrücken an. Im gleichen und im darauf folgenden Jahr wurde sie für die Weltmeisterschaften nominiert, wo sie das damals eigenständige Saarland vertrat.
In den nächsten Jahren gewann sie neun Titel bei den Meisterschaften des Saarlandes: Im Einzel 1956, 1957 und 1960, im Doppel 1955, 1956, 1957 (mit Helga Naumann) und 1962 (mit Ella Schneider) sowie im Mixed 1955 (mit Willi Trautmann) und 1962 (mit Helmut Terzenbach). In der Saison 1957/58 erreichte sie bei den Nationalen deutschen Meisterschaften Platz drei und wurde mehrmals zu Länderspielen eingeladen. Im Februar 1957 siegte sie gegen Italien im Einzel, Doppel und Mixed. Am Ende des gleichen Jahres gelangen gegen Schweden zwei Siege. Auch gegen Frankreich Anfang 1958 blieb sie in beiden Einzeln ungeschlagen. Im April 1958 gewann sie die internationalen Meisterschaften von Luxemburg.
1958 wurde Graf von Tibor Harangozo trainiert und auf die folgende Europameisterschaft vorbereitet. Vorher gewann sie das Bundesranglistenturnier in Frankfurt am Main. Bei der Europameisterschaft kam sie im Einzel und im Mixed eine Runde weiter, die deutsche Mannschaft spielte bei der Titelvergabe keine Rolle.
1958 führte sie die deutsche Rangliste an, in der Europarangliste auf Platz neun geführt. Ende 1958 bestritt Graf mit der deutschen Nationalmannschaft ein weiteres Länderspiel gegen Österreich, wo ihr ein Sieg gelang. Wegen einer Armverletzung musste sie danach den Hochleistungssport aufgeben.
Nach ihrer Heirat Ende 1961 trat sie unter dem Namen Eva Ring auf. 1961 wechselte sie vom 1. FC Saarbrücken zum Verein ATSV Saarbrücken, 1962 zu TTC Gelb-Rot Trier. In der Saison 1976/77 trat sie für den MJC Trier an, konnte den Abstieg der Mannschaft aus der Oberliga aber nicht vermeiden.

## Privat
Eva Graf-Ring war im Innenministerium von Saarbrücken beschäftigt, wo man ihr großzügig Freizeit für die Tischtennisaktivitäten gewährte. Ende 1961 heiratete sie den Juristen, Tischtennisspieler und -funktionär Alfons „Alli“ Ring aus Trier. Mit ihm hatte sie eine Tochter (* 1962). 2001 starb Eva Graf-Ring an den Folgen einer Krebserkrankung.

## Turnierergebnisse
| Verband | Veranstaltung     | Jahr | Ort     | Land | Einzel     | Doppel    | Mixed     | Team |
| ------- | ----------------- | ---- | ------- | ---- | ---------- | --------- | --------- | ---- |
| SAA     | Weltmeisterschaft | 1955 | Utrecht | NED  | letzte 128 | letzte 64 | letzte 64 | 16   |
| SAA     | Weltmeisterschaft | 1954 | Wembley | ENG  | Qual       | Scratched | Qual      | 19   |